# Letras del Viviente
Las Letras del Viviente (en árabe:حروف الحي) fue un título creado por El Báb para los primeros dieciocho discípulos que lo aceptaron como El Profeta Prometido.

## Significado místico
Uno de los títulos de El Báb era el de Punto Primordial, el mismo que dieron a Mahoma sus seguidores y, a partir de este título, fueron apareciendo las diversas Letras.
Según la numeración abyad, las letras del alfabeto árabe tienen un equivalente numérico y las letras ḥá ح y yá ي, las cuales aparecen en el adjetivo "viviente", valen 18. El Báb nombra así estas 18 Letras del Viviente, con él mismo, como la primera "unidad" (واحد Váḥid) de la era babí cuyo valor numérico es 19. El nombre Váḥid es traducido por Shoghi Effendi como "uno y el mismo".

## Las Letras
Las Letras se encuentran ordenadas de la misma manera en la que están en Rompedores del Alba, de Nabíl y también de la forma apoyada por Qatíl al-Karbalá'í, excepto cuando se indica:

### Muḥammad-Ḥasan Bushrú'í
Muḥammad-Ḥasan Bushrú'í fue la segunda Letra del Viviente, y hermano de Mullá Husayn. Él, sus hijos, Muḥammad-Báqir Bushrú'í, y Mullá Ḥusayn viajaron a Shiraz en busca del Qa`im; donde El Báb les reveló Su mensaje.
Murió durante la Batalla del Fuerte de Tabarsí. Es considerado un mártir por los babíes.

### Muḥammad-Báqir Bushrú'í
Muḥammad-Báqir Bushrú'í fue la tercera Letra del Viviente, y sobrino de Mullá Husayn. Él y Muḥammad-Ḥasan Bushrú'í (su padre) viajaron con su tío Mullá Ḥusayn a Shiraz en busca del Qa`im; donde El Báb les reveló Su mensaje.
Murió durante la Batalla del Fuerte de Tabarsí. Es considerado un mártir por los babíes.

### Mullá `Alí Basṭámí
Fue el primer mártir babí.

### Mullá Khudá-Bakhsh Qúchání
Más tarde llamado Mullá `Alí(*)

### Siyyid Ḥusayn Yazdí
Siyyid Ḥusayn Yazdí fue la séptima Letra del Viviente. Es conocido como el amanuense de El Báb. Estuvo con Él en las prisiones de Maku y Chihriq. Durante la ejecución de El Báb es el secretario al que El Báb habló antes de ser llevado para ser fusilado.
Siyyid Ḥusayn Yazdí fue ejecutado en Teherán en 1852 después del atentado contra el Shah.

### Sa`íd Hindí(*)
Según la página web oficial de los Bahá'ís en Pakistán, Sa`íd Hindí era natural de Multán, en la actual Pakistán. Era uno de los estudiantes de Siyyid  Kazim en Irak. Se encontró con El Báb después de que declarara Su misión en 1844. El Báb le envió a La India para anunciar la noticia de Su llegada. Sa`íd Hindí llegó a Multán para compartir el mensaje de El Báb entre sus compatriotas.  Sayyid Basir Hindí, uno de los contactos de Sa`íd Hindí y un hombre ciego de antecedentes sufíes abrazaron la Fe Babí y peregrinaron a Shiraz para encontrarse con El Báb.

### Mullá Maḥmud Khu'í
Murió en la Batalla del Fuerte de Tabarsí.

### Mullá (`Abdu'l-)Jalíl Urúmí (Urdúbádí)
Murió en la Batalla del Fuerte de Tabarsí.

### Mullá Aḥmad-i-Ibdál Marághi'í
Murió en la Batalla del Fuerte de Tabarsí.

### Mullá Báqir Tabrízí
Mullá Báqir Tabrízí fue la decimotercera Letra del Viviente. Vivió durante el levantamiento babí y se convirtió más tarde a la Fe Bahá'í, la única letra en hacerlo.
Sobrevivió a las otras Letras y murió en Estambul sobre el año 1881.
- Una tabla escrita a  Mullá Baqir-i-Tabrizi Archivado el 12 de octubre de 2006 en Wayback Machine. - El traductor ha incluido una pequeña ficha biográfica.

### Mullá Yúsuf Ardibílí(*)
Mullá Yúsuf Ardibílí fue la decimocuarta Letra del Viviente.
Murió en la Batalla del Fuerte de Tabarsí. Los babíes le consideran un mártir.
- Glosario del Kitáb-i-Íqán - incluye una pequeña biografía de Mullá Yusif-i-Ardibili

### Mullá Hádí Qazvíní
Qatíl pone a Mullá Muhammad-i-Mayáma'í como una de las Letras del Viviente.

### Mullá Muḥammad-`Alí Qazvíní
Era el cuñado de Ṭáhirih. Murió en la Batalla del Fuerte de Tabarsí.

### Quddús
(*) - No está incluida en la lista de Qatíl que fue creada bastante antes. Sin embargo no da ninguna alternativa y deja el registro en el número catorce.
Aunque El Báb parece haber escrito una tabla a cada una de las letras, los nombres no aparecen en ninguna de ellas por lo que los nombres no pueden ser confirmados.
De todos ellos, los más distinguidos son Mullá Ḥusayn, Ṭáhirih y Quddús. Ṭáhirih es señalada porque es la única mujer que reconoció a El Báb sin haberle conocido en persona. Envió una carta de creencia a través de su cuñado, y estaba segura de que iba a llegar a El Báb.